# Siegieża (stacja kolejowa)
Siegieża (ros. Сегежа, krl. Segežu) – stacja kolejowa w miejscowości Siegieża, w rejonie siegieżskim, w Karelii, w Rosji. Położona jest na linii Wołchow - Murmańsk.
Dawniej stacja zlokalizowana była 1,5 km na południe (w stronę Wołchowa) od współczesnego położenia.

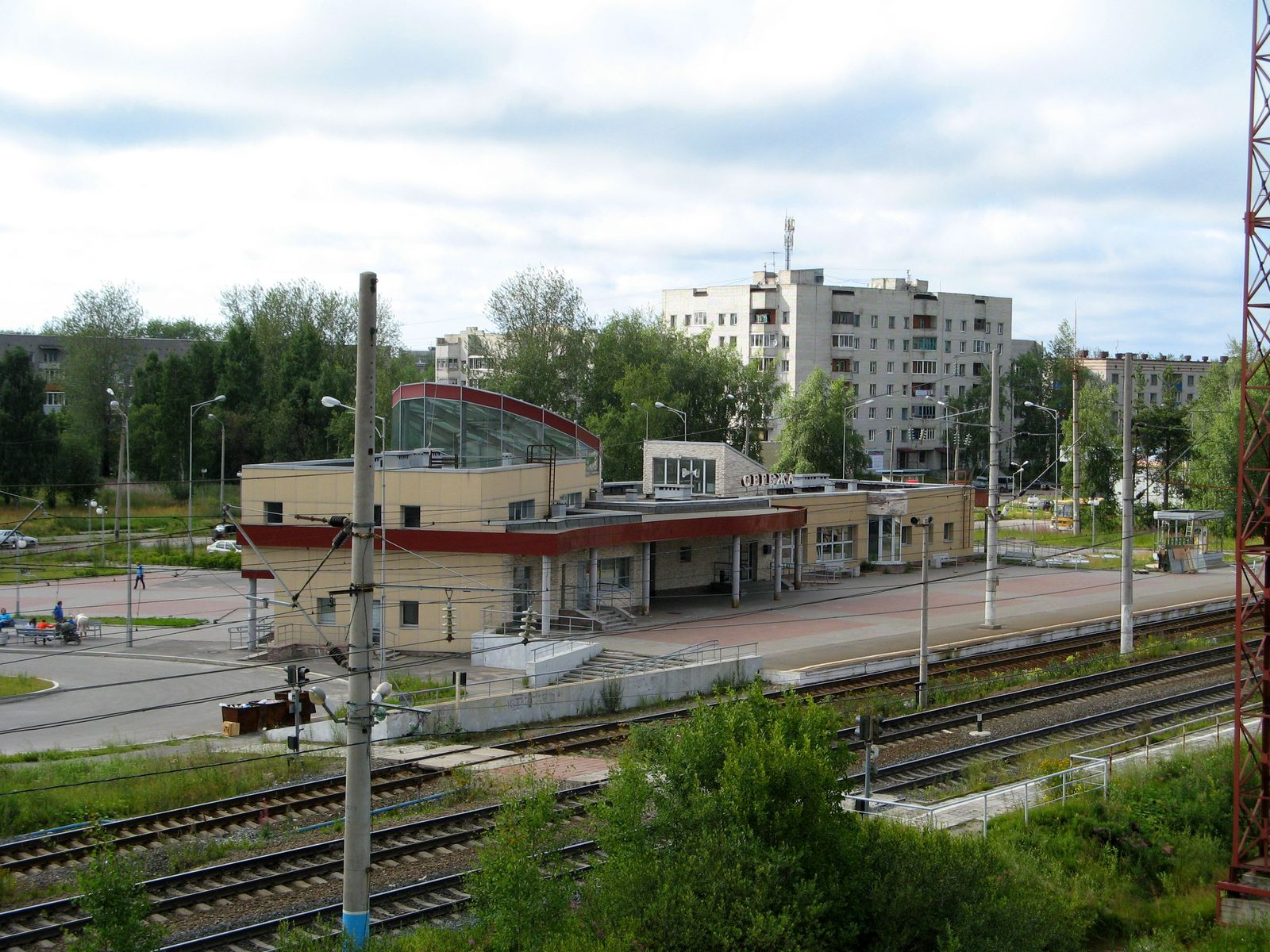
dworzec
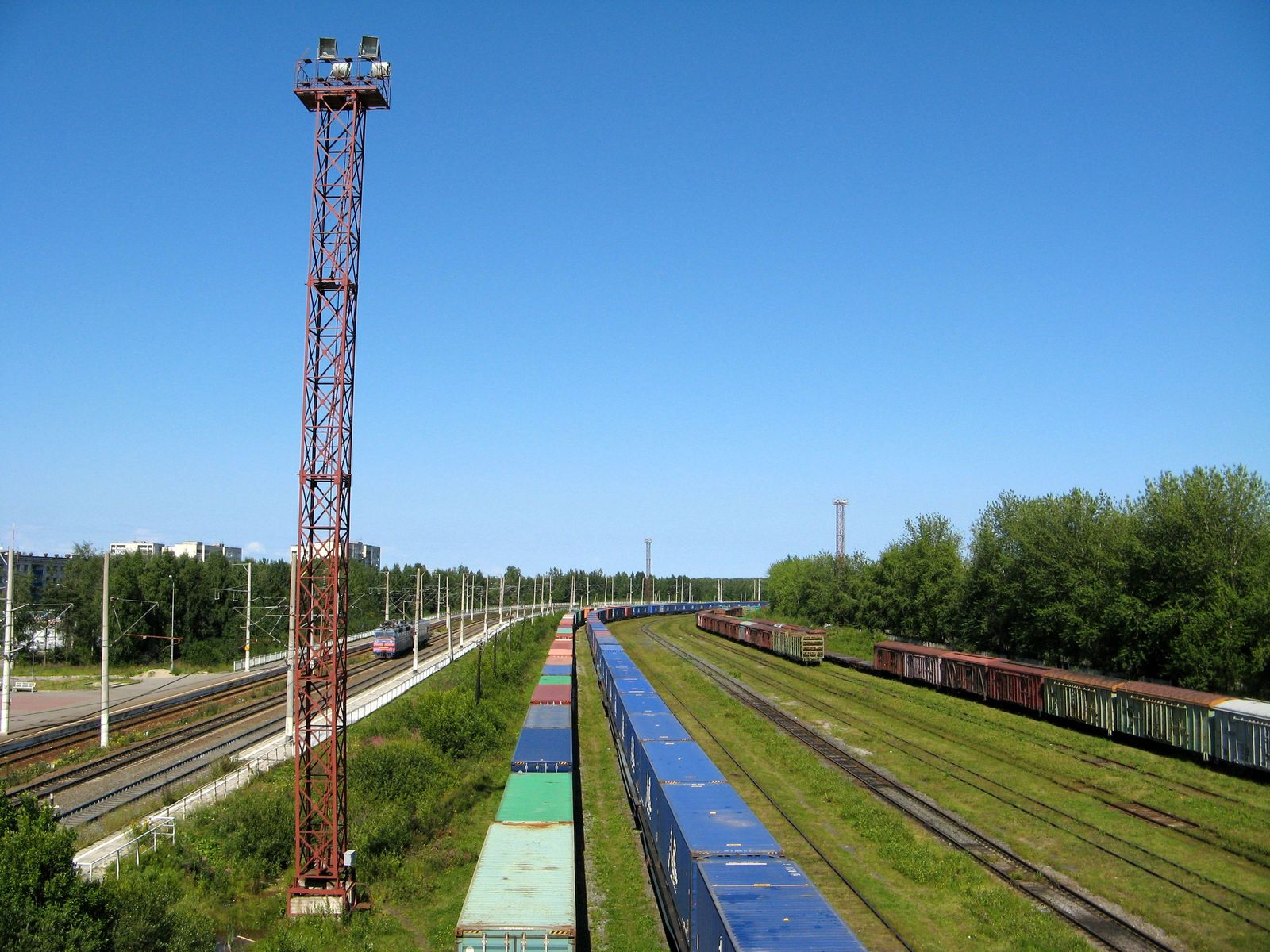
część towarowa, widok w stronę Murmańska